# Ilija Pantelić
Ilija Pantelić (srb. Илија Пантелић, ur. 2 sierpnia 1942 w Kozicy, zm. 17 listopada 2014) – piłkarz serbski grający na pozycji bramkarza. W swojej karierze rozegrał 18 meczów w reprezentacji Jugosławii.

## Kariera klubowa
Karierę piłkarską Pantelić rozpoczął w klubie FK Radnički Sombor. W sezonie 1960/1961 grał w nim w drugiej lidze jugosłowiańskiej. Następnie został zawodnikiem pierwszoligowej Vojvodiny Nowy Sad. W sezonie 1961/1962 wywalczył z Vojvodiną wicemistrzostwo Jugosławii, a w sezonie 1965/1966 został z tym klubem mistrzem kraju.
W 1969 roku Pantelić wyjechał z Jugosławii do Francji i został zawodnikiem drugoligowego CA Paris-Neuilly. W sezonie 1970/1971 grał w RC Joinville, a także w Olympique Marsylia i wywalczył z nim mistrzostwo Francji. W 1971 roku przeszedł do Bastii, w której przez trzy lata był podstawowym bramkarzem tego klubu. W 1974 roku został piłkarzem Paris Saint-Germain i bronił w nim do końca swojej kariery, czyli do zakończenia sezonu 1976/1977.
| Sezon   | Klub                | Kraj       | Rozgrywki  | Mecze | Bramki |
| ------- | ------------------- | ---------- | ---------- | ----- | ------ |
| 1960/61 | FK Radnički Sombor  | Jugosławia | Druga liga | ?     | ?      |
| 1961/62 | FK Vojvodina        | Jugosławia | Prva liga  | 7     | 0      |
| 1962/63 | FK Vojvodina        | Jugosławia | Prva liga  | 8     | 0      |
| 1963/64 | FK Vojvodina        | Jugosławia | Prva liga  | 24    | 4      |
| 1964/65 | FK Vojvodina        | Jugosławia | Prva liga  | 28    | 1      |
| 1965/66 | FK Vojvodina        | Jugosławia | Prva liga  | 30    | 0      |
| 1966/67 | FK Vojvodina        | Jugosławia | Prva liga  | 27    | 1      |
| 1967/68 | FK Vojvodina        | Jugosławia | Prva liga  | 27    | 0      |
| 1968/69 | FK Vojvodina        | Jugosławia | Prva liga  | 25    | 0      |
| 1969/70 | CA Paris-Neuilly    | Francja    | Division 2 | 30    | 0      |
| 1970/71 | RC Joinville        | Francja    | Division 2 | 15    | 0      |
| 1970/71 | Olympique Marsylia  | Francja    | Division 1 | 2     | 0      |
| 1971/72 | SC Bastia           | Francja    | Division 1 | 38    | 0      |
| 1972/73 | SC Bastia           | Francja    | Division 1 | 32    | 0      |
| 1973/74 | SC Bastia           | Francja    | Division 1 | 38    | 0      |
| 1974/75 | Paris Saint-Germain | Francja    | Division 1 | 36    | 0      |
| 1975/76 | Paris Saint-Germain | Francja    | Division 1 | 38    | 0      |
| 1976/77 | Paris Saint-Germain | Francja    | Division 1 | 24    | 0      |

## Kariera reprezentacyjna
W reprezentacji Jugosławii Pantelić zadebiutował 25 października 1964 roku w przegranym 1:2 towarzyskim spotkaniu z Węgrami. W 1968 roku był podstawowym bramkarzem Jugosławii podczas Mistrzostw Europy 1968. Zagrał na nich w 3 meczach: półfinale z Anglią (1:0) i finałach z Włochami (1:1, 0:2). Z Jugosławią wywalczył wicemistrzostwo Europy. W reprezentacji Jugosławii od 1964 do 1968 roku rozegrał 18 spotkań.
| Mecze i gole w reprezentacji | Mecze i gole w reprezentacji | Mecze i gole w reprezentacji | Mecze i gole w reprezentacji | Mecze i gole w reprezentacji | Mecze i gole w reprezentacji | Mecze i gole w reprezentacji |
| #                            | Data                         | Stadion                      | Rywal                        | Wynik                        | Gol                          | Rozgrywki                    |
| 1964                         | 1964                         | 1964                         | 1964                         | 1964                         | 1964                         | 1964                         |
| ---------------------------- | ---------------------------- | ---------------------------- | ---------------------------- | ---------------------------- | ---------------------------- | ---------------------------- |
| 1.                           | 25.10.1964                   | Budapeszt, Węgry             | Węgry                        | 1:2                          | 0                            | towarzyski                   |
| 1965                         |                              |                              |                              |                              |                              |                              |
| 2.                           | 07.11.1965                   | Belgrad, Jugosławia          | Norwegia                     | 1:1                          | 0                            | el. MŚ 1966                  |
| 1966                         |                              |                              |                              |                              |                              |                              |
| 3.                           | 08.05.1966                   | Zagrzeb, Jugosławia          | Węgry                        | 2:0                          | 0                            | towarzyski                   |
| 4.                           | 01.06.1966                   | Belgrad, Jugosławia          | Bułgaria                     | 0:2                          | 0                            | towarzyski                   |
| 5.                           | 23.06.1966                   | Hanower, RFN                 | RFN                          | 0:2                          | 0                            | towarzyski                   |
| 6.                           | 27.06.1966                   | Malmö, Szwecja               | Szwecja                      | 1:1                          | 0                            | towarzyski                   |
| 7.                           | 18.09.1966                   | Belgrad, Jugosławia          | ZSRR                         | 1:2                          | 0                            | towarzyski                   |
| 8.                           | 12.10.1966                   | Tel Awiw-Jafa, Izrael        | Izrael                       | 3:1                          | 0                            | towarzyski                   |
| 9.                           | 19.10.1966                   | Belgrad, Jugosławia          | Czechosłowacja               | 1:0                          | 0                            | towarzyski                   |
| 1967                         |                              |                              |                              |                              |                              |                              |
| 10.                          | 23.04.1967                   | Budapeszt, Węgry             | Węgry                        | 0:1                          | 0                            | towarzyski                   |
| 11.                          | 03.05.1967                   | Belgrad, Jugosławia          | RFN                          | 1:0                          | 0                            | el. ME 1968                  |
| 12.                          | 07.10.1967                   | Hamburg, RFN                 | RFN                          | 1:3                          | 0                            | el. ME 1968                  |
| 1968                         |                              |                              |                              |                              |                              |                              |
| 13.                          | 06.04.1968                   | Marsylia, Francja            | Francja                      | 1:1                          | 0                            | el. ME 1968                  |
| 14.                          | 24.04.1968                   | Belgrad, Jugosławia          | Jugosławia                   | 1:5                          | 0                            | el. ME 1968                  |
| 15.                          | 27.04.1968                   | Bratysława, Czechosłowacja   | Czechosłowacja               | 0:3                          | 0                            | towarzyski                   |
| 16.                          | 05.06.1968                   | Florencja, Włochy            | Anglia                       | 1:0                          | 0                            | ME 1968                      |
| 17.                          | 08.06.1968                   | Rzym, Włochy                 | Włochy                       | 1:1                          | 0                            | ME 1968                      |
| 18.                          | 10.06.1968                   | Rzym, Włochy                 | Włochy                       | 0:2                          | 0                            | ME 1968                      |